# Royal Rumble (2011)
Royal Rumble (2011) — 24-е в истории рестлинг-шоу Royal Rumble, организованное World Wrestling Entertainment (WWE). Оно состоялось 30 января 2011 года на арене ТД-гарден в Бостоне, Массачусетс. Впервые в истории в самой Королевской битве участвовало 40 человек вместо 30.
Шоу по системе PPV посмотрели около 446 000 человек. Это немного меньше, чем в прошлом году (462 000 человек).

## Превью
Единственным отличием этой Королевской битвы от предыдущих стало количество участников. Вместо традиционных 30 рестлеров в 2011 году в матче приняли участие 40 человек. По правилам Королевской битвы, победителем становится рестлер, оставшийся на ринге один при условии, что все остальные участники выбыли из него. Участник считается выбывшим из матча, если был выброшен через верхние канаты с ринга и коснулся пола двумя ногами. Победитель данной Королевской битвы получал право на бой за один из главных титулов промоушна. Своё право он должен реализовать на Рестлмании XXVII.
Кроме традиционного ежегодного матча был назначен бой между Мизом и Рэнди Ортоном за титул чемпиона WWE. На выпуске RAW от 22 ноября Миз использовал кейс Money in the Bank на Рэнди Ортоне после его матча-реванша против Уэйда Барретта. Это событие заложило основу для противостояния между новым чемпионом WWE и предыдущим владельцем пояса. Спустя месяц на шоу TLC: Tables, Ladders & Chairs в матче со столами Мизанин защитил титул от Ортона. Конфликт между ними продолжил развиваться и после. Миз получил нового соперника за титул — Джона Моррисона, который решил реализовать это право на RAW 3 января. В продолжительном матче Мизанин защитил чемпионство. На том же шоу Рэнди стал претендентом за титул чемпиона WWE, выиграв матч в клетке против Шеймуса и Уэйда Барретта.
Главным сюжетом бренда SmackDown было противостояние вокруг Чемпионства мира в тяжелом весе. На SmackDown от 7 января Эдж защитил пояс от Кейна и дожидался нового претендента. На том же шоу интерконтинентальный чемпион Долф Зигглер проиграл титул Кофи Кингстону, но благодаря поддержке и.о. генерального менеджера (вместо травмированного Тэдди Лонга) и своей подружки Викки Герреро попал в поединок за претендента на главное чемпионство. В результате он победил в четырёхстороннем матче Коди Роудса, Биг Шоу и Дрю Макинтайра. Конфронтация Эджа и Зигглера крутилась вокруг Герреро, которая в прошлом была «женой» чемпиона. В выступлениях Эдж откровенно посмеивался над отношениями Викки и Долфа, разжигая их ненависть. 28 января на SmackDown состоялся командный матч, в котором Эдж обеспечил победу, проведя коронный Spear Зигглеру. Викки Герреро была крайне этим расстроена, поэтому, пользуясь статусом генерального менеджера, запретила Эджу использовать этот прием на Royal Rumble. Если чемпион нарушит данное правило, то победителем будет объявлен Долф.
Вокруг чемпионства среди Див развернулось противостояние между Натальей и командой Лейкул (Мишель Маккул и Лейла). На Survivor Series Наталья в гандикап-матче одолела Лейкул и стала чемпионкой. На TLC Наталья в команде с Ив Торрес победила их команду, казалось бы, закрыв на этом вражду. Однако дуэт напомнил о себе позже. 24 января на RAW Наталья защитила чемпионство от Мелины. Сразу после поединка появились Маккул и Лейла, объявив, что используют право реванша вдвоём на ближайшем PPV. Но в день шоу, перед стартом матча анонимный генеральный менеджер RAW объявил об изменениях. В титульный бой была добавлена Ив Торрес, а матч переквалифицирован в четырёхсторонний.

## Отзывы
Шоу получило положительные отзывы в первую очередь от Арды Окала и Джима Кордераса. На SIRIUS Radio 98 они назвали Royal Rumble матч одним из лучших за последнее время. Роб МакНикол, редактор газеты The Sun, похвалил это событие. Особо он отметил победу Альберто Дель Рио в Royal Rumble матче и ловкость Джона Моррисона. МакНикол о Моррисоне писал следующее: «Меня поразило то, как Джон Моррисон казалось бы был выбит за ринг, но ухватившись за ограждение, прыгнул и вернулся снова! Это действительно нужно было видеть». Англичанин также похвалил Долфа Зигглера, присудив его матчу с Эджем 9 из 10 баллов. Матч Миза против Ренди Ортона получил 8 баллов. Шоу в целом МакНикол присудил 8,5. Рестлинг-обозреватели Дэйл Пламмер и Ник Тилуолк тоже похвалили шоу. Их обрадовало появления на событии Кевина Нэша и Букера Т. В целом, Королевской Битве они присудил 8,5 баллов из 10.

## Результаты
| #                                                        | Результат                                                     | Тип матча | Время    |
| -------------------------------------------------------- | ------------------------------------------------------------- | --- | -------- |
| Эксклюзивно для посетителей шоу перед началом трансляции |                                                               | |          |
| *                                                        | Рон Киллингс победил Курта Хоукинса                           | Одиночный матч                                                                                                 | —        |
| Основное шоу                                             |                                                               | |          |
| 1                                                        | Эдж (c) победил Дольфа Зигглера                               | Одиночный матч за титул чемпиона мира в тяжёлом весе Если Эдж использует Spear на Зигглере, то проиграет титул | 20:45    |
| 2                                                        | Миз (c) (с Алексом Райли) победил Рэнди Ортона                | Одиночный матч за титул чемпиона WWE                                                                           | 19:50    |
| 3                                                        | Ив Торрес победила Наталью (c), Мишель Маккул и Лэйлу         | Четырёхсторонний матч за титул чемпионки среди див                                                             | 05:05    |
| 4                                                        | Победил Альберто Дель Рио, выбросив последним Сантино Мареллу | Матч по правилам Королевской битвы на 40 человек                                                               | 01:09:53 |
| (с) — Чемпион на момент поединка                         |                                                               | |          |

### Хронология Королевской битвы
— отмечены члены ростера RAW,      — рестлеры SmackDown!,      — приглашённые звезды.
| №  | Рестлер            | № вылета | Был выбит       | Устранено | Время |
| -- | ------------------ | -------- | --------------- | --------- | ----- |
| 1  | СМ Панк            | 21       | Сина            | 7         | 35:21 |
| 2  | Дэниел Брайан      | 8        | Панк            | 2         | 20:55 |
| 3  | Джастин Гэбриел    | 1        | Брайан          | 0         | 00:58 |
| 4  | Зак Райдер         | 2        | Брайан          | 0         | 00:43 |
| 5  | Уильям Ригал       | 3        | Дибиаси         | 0         | 04:10 |
| 6  | Тед Дибиаси        | 7        | Новый Нексус    | 1         | 12:16 |
| 7  | Джон Моррисон      | 10       | Новый Нексус    | 0         | 13:24 |
| 8  | Ёси Тацу           | 5        | Генри           | 0         | 05:35 |
| 9  | Хаски Харрис       | 15       | Кали            | 3         | 15:59 |
| 10 | Чаво Герреро       | 4        | Генри           | 0         | 02:01 |
| 11 | Марк Генри         | 11       | Новый Нексус    | 2         | 07:04 |
| 12 | Джей Ти Джи        | 6        | Макгиликати     | 0         | 01:48 |
| 13 | Майкл Макгилликати | 20       | Сина            | 4         | 15:07 |
| 14 | Крис Мастерс       | 9        | Панк            | 0         | 01:58 |
| 15 | Дэвид Отунга       | 19       | Сина            | 2         | 11:56 |
| 16 | Тайлер Рекс        | 12       | Панк            | 0         | 00:34 |
| 17 | Владимир Козлов    | 13       | Панк            | 0         | 00:40 |
| 18 | Рон Киллингс       | 14       | Панк            | 0         | 01:02 |
| 19 | Великий Кали       | 16       | Райан           | 1         | 01:17 |
| 20 | Мэйсон Райан       | 18       | Сина            | 2         | 04:32 |
| 21 | Букер Ти           | 17       | Райан           | 0         | 01:08 |
| 22 | Джон Сина          | 36       | Миз             | 7         | 34:17 |
| 23 | Хорнсвоггл         | 24       | Шеймус          | 0         | 09:39 |
| 24 | Тайсон Кидд        | 22       | Сина            | 0         | 00:53 |
| 25 | Хит Слейтер        | 23       | Сина            | 0         | 00:57 |
| 26 | Кофи Кингстон      | 31       | Ортон           | 1         | 26:04 |
| 27 | Джэк Сваггер       | 25       | Мистерио        | 0         | 04:41 |
| 28 | Шеймус             | 32       | Ортон           | 1         | 20:49 |
| 29 | Рей Мистерио       | 35       | Барретт         | 2         | 22:34 |
| 30 | Уэйд Барретт       | 37       | Ортон           | 2         | 21:23 |
| 31 | Дольф Зигглер      | 27       | Биг Шоу         | 0         | 07:12 |
| 32 | Дизель             | 26       | Барретт         | 0         | 02:45 |
| 33 | Дрю Макинтайр      | 29       | Биг Шоу         | 0         | 04:46 |
| 34 | Алекс Райли        | 28       | Сина и Кингстон | 0         | 02:50 |
| 35 | Биг Шоу            | 30       | Джексон         | 2         | 01:30 |
| 36 | Иезекиил Джексон   | 33       | Кейн            | 1         | 07:14 |
| 37 | Сантино Марелла    | 39       | Дель Рио        | 0         | 12:54 |
| 38 | Альберто Дель Рио  | 40       | Победитель      | 2         | 09:33 |
| 39 | Рэнди Ортон        | 38       | Дель Рио        | 3         | 08:18 |
| 40 | Кейн               | 34       | Мистерио        | 1         | 01:36 |

↑ Алекс Райли отвлёк Сину, после чего в матч вмешался Миз и выкинул Джона за ринг